# Campeonato Colombiano de Futebol de 2024 – Primeira Divisão
A Primeira Divisão do Campeonato Colombiano de Futebol de 2024, oficialmente conhecida como Liga BetPlay DIMAYOR 2024 por conta do patrocínio, foi a 77ª temporada da Categoría Primera A, a principal divisão do futebol colombiano (98ª (Torneo Apertura) e a 99ª edição (Torneo Finalización) como primeira divisão). A liga contou com a participação de 20 times e é organizada pela División Mayor del Fútbol Colombiano (DIMAYOR), entidade esportiva responsável em âmbito nacional pelo futebol colombiano profissional e ligada à Federação Colombiana de Futebol (FCF), entidade máxima do futebol na Colômbia. A temporada começou em 19 de janeiro e foi concluída em dezembro de 2024. O certame é dividido em dois torneios próprios e independentes, o Torneo Apertura no primeiro semestre do ano e o Torneo Finalización no segundo semestre, e por conta disso, coroará dois campeões.

## Regulamento

### Sistema de disputa
A Liga BetPlay de 2024 foi dividida em dois torneios oficiais: Cada um desses torneios terá três fases: primeira fase, semifinal e final. Na primeira fase, em ambos os torneios, os times se enfrentam em turno único no sistema de pontos corridos (todos contra todos), num total de 19 rodadas, a partida extra contra o seu rival foi eliminada,  devido à realização da Copa América a meio do ano e à organização do Copa do Mundo Feminino de Sub-20 que terá lugar no país no segundo semestre. Os oito melhores avançam para a fase quadrangular, em caso de igualdade na pontuação, são critérios de desempate:
1. melhor saldo de gols,
2. mais gols pró,
3. mais gols pró como visitante,
4. menos gols sofridos como visitante,
5. sorteio.

Na semifinal os oito times serão sorteados em 2 grupos com quatro times, os jogos acontecerão no sistema ida-volta, totalizando 6 rodadas. Ao final, os líderes de cada grupo jogarão a final do torneio, em caso de igualdade na pontuação, são critérios de desempate:
1. melhor posição na fase regular (só se aplica aos primeiros classificados: 1º e 2º lugar (cabeças de chave)),[2] [3]
2. melhor saldo de gols,
3. mais gols pró,
4. mais gols pró como visitante,
5. menos gols sofridos como visitante,
6. melhor posição na fase regular (para os times que se classificaram entre a 3ª e a 8ª posição).

A final será realizada em duas partidas, em caso de igualdade na pontuação, são critérios de desempate:
1. melhor saldo de gols;
2. disputa de pênaltis.

Sobre o rebaixamento: dois times serão rebaixados para o Torneo BetPlay ao final da temporada.

### Vagas em outras competições
Ao final da temporada, os campeões do Torneo Apertura e Torneo Finalización, e os dois times mais bem posicionados (com exceção dos dois campeões) da classificação geral se classificam à Taça Libertadores de 2025, os três clubes subsequentes (com exceção dos já classificados à Taça Libertadores) e o vencedor da Copa da Colômbia se classificam à Copa Sul-Americana de 2025.

## Participantes

### Promovidos e rebaixados da temporada anterior
20 times participarão da temporada, 18 deles que permaneceram da temporada anterior e mais dois times promovidos do Torneo BetPlay (segunda divisão) de 2023. Os times promovidos são o Patriotas e o Fortaleza CEIF.
Em 16 de janeiro de 2024, alegando falta de apoio financeiro do governo e de empresas privadas locais, os proprietários do Alianza Petrolera mudaram a sua denominação, sede, nome e cores, passando a chamar-se Alianza, que terá a sua sede em Valledupar, efetivamente extinguindo o clube existente.
Em 23 de julho, devido aos mesmos motivos do caso do Alianza Petrolera, o proprietário da Águilas Doradas confirmou uma mudança de local de Rionegro, para Sincelejo, no Departamento de Sucre. Transferindo seus jogos em casa para o estádio Arturo Cumplido Sierra, naquela cidade.
| Clube          | Promovido como                                                         |
| -------------- | ---------------------------------------------------------------------- |
| Patriotas      | Campeão da Primera B de 2023                                           |
| Fortaleza CEIF | Vice-campeão e primeiro lugar da Tabela Acumulada da Primera B de 2023 |

| Clube           | Rebaixado como                       |
| --------------- | ------------------------------------ |
| Unión Magdalena | 19º no promédio da Primera A de 2023 |
| Atlético Huila  | 20º no promédio da Primera A de 2023 |

### Informações dos clubes
| Equipe                 | Cidade             | Departamento      | Estádio (mando)                         | Título (último)        |
| ---------------------- | ------------------ | ----------------- | --------------------------------------- | ---------------------- |
| Águilas Doradas        | Rionegro Sincelejo | Antioquia · Sucre | Alberto Grisales Arturo Cumplido Sierra | 0 (nenhum)             |
| Alianza                | Valledupar         | Cesar             | Armando Maestre Pavajeau                | 0 (nenhum)             |
| América de Cali        | Cali               | Valle del Cauca   | Pascual Guerrero                        | 15 (último em 2020)    |
| Atlético Bucaramanga   | Bucaramanga        | Santander         | Alfonso López                           | 0 (nenhum)             |
| Atlético Nacional      | Medellín           | Antioquia         | Atanasio Girardot                       | 17 (último em 2022–I)  |
| Boyacá Chicó           | Tunja              | Boyacá            | La Independencia                        | 1 (último em 2008-I)   |
| Deportes Tolima        | Ibagué             | Tolima            | Manuel Murillo Toro                     | 3 (último em 2021–I)   |
| Deportivo Cali         | Cali               | Valle del Cauca   | Deportivo Cali                          | 10 (último em 2021–II) |
| Deportivo Pasto        | Pasto              | Nariño            | Departamental Libertad                  | 1 (último em 2006–I)   |
| Deportivo Pereira      | Pereira            | Risaralda         | Hernán Ramírez Villegas                 | 1 (último em 2022-II)  |
| Envigado               | Envigado           | Antioquia         | Polideportivo Sur                       | 0 (nenhum)             |
| Fortaleza CEIF         | Bogotá             | Cundinamarca      | Metropolitano de Techo                  | 0 (nenhum)             |
| Independiente Medellín | Medellín           | Antioquia         | Atanasio Girardot                       | 6 (último em 2016–I)   |
| Jaguares               | Montería           | Córdoba           | Jaraguay                                | 0 (nenhum)             |
| Junior de Barranquilla | Barranquilla       | Atlántico         | Metropolitano Roberto Meléndez          | 10 (último em 2023–II) |
| La Equidad             | Bogotá             | Cundinamarca      | Metropolitano de Techo                  | 0 (nenhum)             |
| Millonarios            | Bogotá             | Cundinamarca      | Nemesio Camacho El Campín               | 16 (último em 2023–I)  |
| Once Caldas            | Manizales          | Caldas            | Palogrande                              | 4 (último em 2010–II)  |
| Patriotas              | Tunja              | Boyacá            | La Independencia                        | 0 (nenhum)             |
| Santa Fe               | Bogotá             | Cundinamarca      | Nemesio Camacho El Campín               | 9 (último em 2016–II)  |

### Número de times por departamento
| N° de times | Departamento    | Time(s)                                                               |
| ----------- | --------------- | --------------------------------------------------------------------- |
| 4           | Antioquia       | Águilas Doradas, Atlético Nacional, Envigado e Independiente Medellín |
| 4           | Bogotá          | Fortaleza CEIF, La Equidad, Millonarios e Santa Fe                    |
| 2           | Boyacá          | Boyacá Chicó e Patriotas                                              |
| 2           | Valle del Cauca | América de Cali e Deportivo Cali                                      |
| 1           | Atlántico       | Junior de Barranquilla                                                |
| 1           | Caldas          | Once Caldas                                                           |
| 1           | Cesar           | Alianza                                                               |
| 1           | Córdoba         | Jaguares                                                              |
| 1           | Nariño          | Deportivo Pasto                                                       |
| 1           | Risaralda       | Deportivo Pereira                                                     |
| 1           | Santander       | Atlético Bucaramanga                                                  |
| 1           | Tolima          | Deportes Tolima                                                       |

## Torneo Apertura

### Classificação da Primeira fase
| Pos | Equipe                 | Pts | J  | V  | E | D  | GP | GC | SG  | Classificação                                 |
| --- | ---------------------- | --- | -- | -- | - | -- | -- | -- | --- | --------------------------------------------- |
| 1   | Atlético Bucaramanga   | 38  | 19 | 11 | 5 | 3  | 24 | 10 | +14 | Avançam para as semifinais do Torneo Apertura |
| 2   | Deportes Tolima        | 38  | 19 | 11 | 5 | 3  | 31 | 18 | +13 | Avançam para as semifinais do Torneo Apertura |
| 3   | Deportivo Pereira      | 34  | 19 | 10 | 4 | 5  | 28 | 18 | +10 | Avançam para as semifinais do Torneo Apertura |
| 4   | Santa Fe               | 34  | 19 | 10 | 4 | 5  | 22 | 12 | +10 | Avançam para as semifinais do Torneo Apertura |
| 5   | La Equidad             | 33  | 19 | 9  | 6 | 4  | 22 | 14 | +8  | Avançam para as semifinais do Torneo Apertura |
| 6   | Millonarios            | 31  | 19 | 9  | 4 | 6  | 28 | 20 | +8  | Avançam para as semifinais do Torneo Apertura |
| 7   | Junior de Barranquilla | 29  | 19 | 8  | 5 | 6  | 24 | 21 | +3  | Avançam para as semifinais do Torneo Apertura |
| 8   | Once Caldas            | 29  | 19 | 8  | 5 | 6  | 16 | 16 | 0   | Avançam para as semifinais do Torneo Apertura |
| 9   | Independiente Medellín | 29  | 19 | 8  | 5 | 6  | 22 | 31 | −9  |                                               |
| 10  | América de Cali        | 25  | 19 | 6  | 7 | 6  | 22 | 16 | +6  |                                               |
| 11  | Águilas Doradas        | 25  | 19 | 7  | 4 | 8  | 20 | 19 | +1  |                                               |
| 12  | Atlético Nacional      | 24  | 19 | 6  | 6 | 7  | 21 | 20 | +1  |                                               |
| 13  | Fortaleza CEIF         | 24  | 19 | 6  | 6 | 7  | 18 | 20 | −2  |                                               |
| 14  | Jaguares               | 22  | 19 | 5  | 7 | 7  | 17 | 20 | −3  |                                               |
| 15  | Deportivo Cali         | 21  | 19 | 5  | 6 | 8  | 24 | 24 | 0   |                                               |
| 16  | Deportivo Pasto        | 19  | 19 | 5  | 4 | 10 | 15 | 21 | −6  |                                               |
| 17  | Boyacá Chicó           | 18  | 19 | 5  | 3 | 11 | 22 | 35 | −13 |                                               |
| 18  | Envigado               | 16  | 19 | 3  | 7 | 9  | 15 | 25 | −10 |                                               |
| 19  | Alianza                | 16  | 19 | 4  | 4 | 11 | 15 | 29 | −14 |                                               |
| 20  | Patriotas              | 15  | 19 | 4  | 3 | 12 | 8  | 25 | −17 |                                               |

#### Desempenho por rodada
Clubes que lideraram o campeonato ao final de cada rodada:
|          | 1ª  | 2ª  | 3ª  | 4ª  | 5ª  | 6ª  | 7ª  | 8ª  | 9ª  | 10ª | 11ª | 12ª | 13ª | 14ª | 15ª | 16ª | 17ª | 18ª | 19ª |
| Apertura | MIL | FOR | JUN | JUN | JUN | TOL | TOL | TOL | TOL | TOL | PER | PER | BUC | TOL | BUC | TOL | TOL | TOL | BUC |

Clubes que ficaram na última posição do campeonato ao final de cada rodada:
|          | 1ª  | 2ª  | 3ª  | 4ª  | 5ª  | 6ª  | 7ª  | 8ª  | 9ª  | 10ª | 11ª | 12ª | 13ª | 14ª | 15ª | 16ª | 17ª | 18ª | 19ª |
| Apertura | DIM | PAS | PAT | PAT | BOY | PAT | PAT | PAS | PAS | PAT | PAT | PAT | PAT | PAT | PAT | ALI | ALI | PAT | PAT |

#### Resultados
| Mandante \ Visitante   | AGU | ALI | AME | BUC | NAC | BOY | TOL | CAL | PAS | PER | ENV | FOR | DIM | JAG | JUN | EQU | MIL | ONC | PAT | SFE |
| ---------------------- | --- | --- | --- | --- | --- | --- | --- | --- | --- | --- | --- | --- | --- | --- | --- | --- | --- | --- | --- | --- |
| Águilas Doradas        | —   | 4–0 | —   | –   | 0–3 | –   | –   | —   | 0–1 | –   | 2–0 | 1–1 | —   | –   | 0–2 | 1–1 | —   | 1–0 | —   | 1–1 |
| Alianza                | –   | —   | —   | –   | –   | —   | 0–2 | 3–3 | 1–1 | 1–2 | —   | –   | 2–0 | 2–1 | 0–1 | 0–3 | —   | —   | –   | 0–1 |
| América de Cali        | 0–1 | 2–0 | —   | 0–0 | 4–1 | 3–2 | —   | –   | 0–0 | –   | –   | —   | —   | –   | 4–1 | 0–1 | —   | –   | 1–0 | —   |
| Atlético Bucaramanga   | 1–0 | 1–0 | –   | —   | –   | 2–3 | –   | 2–1 | 1–0 | —   | 3–1 | —   | –   | —   | –   | 4–0 | 0–0 | 1–1 | 3–0 | —   |
| Atlético Nacional      | –   | 3–1 | –   | 0–0 | —   | –   | 3–1 | –   | 1–0 | 0–1 | —   | 1–2 | –   | 2–0 | –   | —   | 0–1 | 1–1 | –   | —   |
| Boyacá Chicó           | 1–2 | 1–0 | –   | –   | 2–1 | —   | 1–1 | —   | –   | 1–2 | —   | —   | 3–0 | 1–0 | 2–2 | –   | –   | —   | 1–2 | 1–2 |
| Deportes Tolima        | 2–1 | –   | 2–1 | 0–0 | –   | —   | —   | –   | –   | 2–1 | —   | 1–2 | 2–2 | 2–0 | –   | –   | 2–0 | —   | 2–1 | —   |
| Deportivo Cali         | 2–4 | —   | 1–1 | –   | 3–2 | 4–0 | 1–2 | —   | —   | –   | 2–0 | 2–0 | —   | —   | 0–0 | –   | —   | 0–1 | 0–1 | —   |
| Deportivo Pasto        | –   | —   | –   | –   | –   | 2–1 | 1–4 | 0–1 | —   | –   | 0–1 | 1–0 | —   | 1–1 | –   | 2–3 | 2–3 | 0–0 | —   | 0–1 |
| Deportivo Pereira      | 2–1 | –   | 2–0 | 1–2 | –   | —   | –   | 2–2 | 0–1 | —   | –   | 2–0 | –   | 0–0 | 3–3 | —   | 1–2 | –   | —   | 1–0 |
| Envigado               | –   | 1–2 | 1–1 | —   | 0–1 | 2–0 | 0–2 | —   | —   | 1–1 | —   | –   | 0–1 | 2–2 | —   | –   | 1–1 | –   | 1–0 | –   |
| Fortaleza CEIF         | —   | 1–2 | 0–0 | 0–2 | —   | 1–1 | –   | –   | –   | —   | 1–1 | —   | –   | —   | 2–0 | —   | 1–2 | 2–0 | 2–0 | —   |
| Independiente Medellín | 1–0 | —   | 1–4 | 1–0 | 2–2 | —   | –   | 1–0 | 1–0 | 1–0 | —   | 2–2 | —   | –   | —   | —   | —   | 1–2 | –   | 1–1 |
| Jaguares               | 1–0 | —   | 1–1 | 0–1 | –   | —   | —   | 1–1 | –   | –   | –   | 0–1 | 2–2 | —   | —   | 0–0 | 2–1 | 3–0 | —   | 1–0 |
| Junior de Barranquilla | —   | –   | —   | 2–0 | 0–0 | –   | 0–1 | —   | 2–0 | –   | 1–1 | —   | 3–0 | 3–1 | —   | 1–0 | –   | 1–0 | –   | –   |
| La Equidad             | —   | –   | —   | –   | 2–0 | 4–0 | 1–1 | 2–0 | —   | 0–2 | 0–0 | 0–0 | 1–2 | —   | —   | —   | —   | –   | 1–0 | 1–0 |
| Millonarios            | 0–1 | 1–1 | 1–0 | —   | —   | 3–0 | —   | 1–1 | –   | —   | –   | —   | 5–0 | –   | 3–2 | 1–2 | —   | 0–2 | —   | 3–1 |
| Once Caldas            | –   | 1–0 | 0–0 | —   | —   | 2–1 | 2–1 | —   | –   | 1–2 | 2–1 | —   | —   | —   | –   | 0–0 | –   | —   | 1–0 | 0–1 |
| Patriotas              | 0–0 | 0–0 | —   | —   | 0–0 | –   | –   | —   | 0–3 | 0–3 | –   | –   | 2–3 | 0–1 | 1–0 | —   | 1–0 | —   | —   | —   |
| Santa Fe               | —   | —   | 1–0 | 0–1 | 0–0 | –   | 1–1 | 1–0 | –   | —   | 3–1 | 2–0 | —   | —   | 3–0 | —   | –   | —   | 3–0 | —   |

1. ↑  O jogo entre o Patriotas e o Deportivo Pereira foi suspenso aos 64 minutos devido à invasão de torcedores ao gramado quando o jogo estava 0 a 2 e depois foi terminado por falta de garantias.[8][9]

### SemifinaisApertura

#### Sorteio
O sorteio dos quadrangulares semifinais foi realizado em 28 de abril, após o término da 19ª rodada.
| Pote 1 (cabeças de chave)                                    | Pote 2                         | Pote 3                     | Pote 4                                 |
| ------------------------------------------------------------ | ------------------------------ | -------------------------- | -------------------------------------- |
| - Atlético Bucaramanga (Grupo A) - Deportes Tolima (Grupo B) | - Deportivo Pereira - Santa Fe | - La Equidad - Millonarios | - Junior de Barranquilla - Once Caldas |

#### Grupo A
| Pos | Equipe                 | Pts | J | V | E | D | GP | GC | SG | Classificado |     | BUC | MIL | PER | JUN |
| --- | ---------------------- | --- | - | - | - | - | -- | -- | -- | ------------ | --- | --- | --- | --- | --- |
| 1   | Atlético Bucaramanga   | 8   | 6 | 2 | 2 | 2 | 4  | 3  | +1 | Final        |     | —   | 0–0 | 3–1 | 0–0 |
| 2   | Millonarios            | 8   | 6 | 2 | 2 | 2 | 6  | 5  | +1 |              |     | 0–1 | —   | 1–0 | 2–0 |
| 3   | Deportivo Pereira      | 8   | 6 | 2 | 2 | 2 | 7  | 8  | −1 |              | 1–0 | 2–2 | —   | 0–0 |     |
| 4   | Junior de Barranquilla | 8   | 6 | 2 | 2 | 2 | 5  | 6  | −1 |              | 1–0 | 2–1 | 2–3 | —   |     |

1. ↑  O Atlético Bucaramanga obteve a posição por ter sido cabeça de chave.[2]

##### Desempenho por rodada
Clubes que lideraram o campeonato ao final de cada rodada:
|         | 1ª  | 2ª  | 3ª  | 4ª  | 5ª  | 6ª  |
| Grupo A | JUN | JUN | PER | PER | PER | BUC |

#### Grupo B
| Pos | Equipe          | Pts | J | V | E | D | GP | GC | SG  | Classificado |     | SFE | TOL | ONC | EQU |
| --- | --------------- | --- | - | - | - | - | -- | -- | --- | ------------ | --- | --- | --- | --- | --- |
| 1   | Santa Fe        | 16  | 6 | 5 | 1 | 0 | 8  | 1  | +7  | Final        |     | —   | 1–0 | 1–0 | 2–0 |
| 2   | Deportes Tolima | 10  | 6 | 3 | 1 | 2 | 9  | 6  | +3  |              |     | 1–2 | —   | 1–1 | 3–0 |
| 3   | Once Caldas     | 8   | 6 | 2 | 2 | 2 | 5  | 4  | +1  |              | 0–0 | 0–1 | —   | 2–0 |     |
| 4   | La Equidad      | 0   | 6 | 0 | 0 | 6 | 3  | 14 | −11 |              | 0–2 | 2–3 | 1–2 | —   |     |

##### Desempenho por rodada
Clubes que lideraram o campeonato ao final de cada rodada:
|         | 1ª  | 2ª  | 3ª  | 4ª  | 5ª  | 6ª  |
| Grupo B | ONC | SFE | SFE | SFE | SFE | SFE |

### FinalApertura
| 8 de junho    | Atlético Bucaramanga | 1 – 0     | Santa Fe | Estádio Alfonso López, Bucaramanga |
| 19:30 (UTC−5) | F. Hinestroza 69'    | Relatório |          | Árbitro: Wilmar Roldán             |

| 15 de junho   | Santa Fe                                                   | 3 – 2     | Atlético Bucaramanga             | Estádio El Campín, Bogotá |
| 19:30 (UTC−5) | H. Rodallega 10' · J. Millán 84' · A. Rodríguez 90' (pen.) | Relatório | 30' J. Córdoba · 48' D. Mosquera | Árbitro: Carlos Betancur  |

|                                                                                |       | Penalidades                                                           |  |
| F. Chaverra A. Rodríguez M. Ortiz E. Perlaza H. Rodallega J. Zuluaga J. Millán | 5 − 6 | D. Mosquera C. Henao J. Micolta L. Flores J. Mena A. Zárate F. Castro |  |

Empate em 3–3 no agregado, Atlético Bucaramanga venceu nos pênaltis.

## Torneo Finalización

### Classificação da Primeira fase
| Pos | Equipe                 | Pts | J  | V  | E | D  | GP | GC | SG  | Classificação                                     |
| --- | ---------------------- | --- | -- | -- | - | -- | -- | -- | --- | ------------------------------------------------- |
| 1   | Santa Fe               | 37  | 19 | 10 | 7 | 2  | 26 | 12 | +14 | Avançam para as semifinais do Torneo Finalización |
| 2   | América de Cali        | 37  | 19 | 11 | 4 | 4  | 27 | 16 | +11 | Avançam para as semifinais do Torneo Finalización |
| 3   | Millonarios            | 35  | 19 | 10 | 5 | 4  | 27 | 13 | +14 | Avançam para as semifinais do Torneo Finalización |
| 4   | Deportes Tolima        | 34  | 19 | 10 | 4 | 5  | 25 | 12 | +13 | Avançam para as semifinais do Torneo Finalización |
| 5   | Atlético Nacional      | 32  | 19 | 9  | 5 | 5  | 27 | 20 | +7  | Avançam para as semifinais do Torneo Finalización |
| 6   | Junior de Barranquilla | 31  | 19 | 8  | 7 | 4  | 26 | 16 | +10 | Avançam para as semifinais do Torneo Finalización |
| 7   | Once Caldas            | 31  | 19 | 9  | 4 | 6  | 21 | 19 | +2  | Avançam para as semifinais do Torneo Finalización |
| 8   | Deportivo Pasto        | 30  | 19 | 9  | 3 | 7  | 25 | 18 | +7  | Avançam para as semifinais do Torneo Finalización |
| 9   | Independiente Medellín | 29  | 19 | 7  | 8 | 4  | 23 | 15 | +8  |                                                   |
| 10  | Atlético Bucaramanga   | 28  | 19 | 8  | 4 | 7  | 21 | 17 | +4  |                                                   |
| 11  | Fortaleza CEIF         | 27  | 19 | 7  | 6 | 6  | 23 | 20 | +3  |                                                   |
| 12  | Deportivo Pereira      | 27  | 19 | 7  | 6 | 6  | 19 | 18 | +1  |                                                   |
| 13  | La Equidad             | 22  | 19 | 5  | 7 | 7  | 20 | 26 | −6  |                                                   |
| 14  | Águilas Doradas        | 21  | 19 | 5  | 6 | 8  | 18 | 27 | −9  |                                                   |
| 15  | Patriotas              | 20  | 19 | 5  | 5 | 9  | 23 | 29 | −6  |                                                   |
| 16  | Alianza                | 17  | 19 | 4  | 5 | 10 | 17 | 25 | −8  |                                                   |
| 17  | Deportivo Cali         | 17  | 19 | 4  | 5 | 10 | 15 | 28 | −13 |                                                   |
| 18  | Jaguares               | 15  | 19 | 3  | 6 | 10 | 9  | 24 | −15 |                                                   |
| 19  | Boyacá Chicó           | 15  | 19 | 4  | 3 | 12 | 13 | 34 | −21 |                                                   |
| 20  | Envigado               | 13  | 19 | 3  | 4 | 12 | 9  | 25 | −16 |                                                   |

#### Desempenho por rodada
Clubes que lideraram o campeonato ao final de cada rodada:
|              | 1ª  | 2ª  | 3ª  | 4ª  | 5ª  | 6ª  | 7ª  | 8ª  | 9ª  | 10ª | 11ª | 12ª | 13ª | 14ª | 15ª | 16ª | 17ª | 18ª | 19ª |
| Finalización | ATN | ATN | ONC | FOR | FOR | FOR | ONC | ONC | ONC | ONC | ONC | AME | AME | AME | AME | AME | SFE | SFE | SFE |

Clubes que ficaram na última posição do campeonato ao final de cada rodada:
|              | 1ª  | 2ª  | 3ª  | 4ª  | 5ª  | 6ª  | 7ª  | 8ª  | 9ª  | 10ª | 11ª | 12ª | 13ª | 14ª | 15ª | 16ª | 17ª | 18ª | 19ª |
| Finalización | CAL | ALI | BOY | BOY | PAT | JAG | JAG | JAG | JAG | ENV | ENV | ENV | ENV | BOY | ENV | ENV | ENV | ENV | ENV |

#### Resultados
| Mandante \ Visitante   | AGU | ALI | AME | BUC | NAC | BOY | TOL | CAL | PAS | PER | ENV | FOR | DIM | JAG | JUN | EQU | MIL | ONC | PAT | SFE |
| ---------------------- | --- | --- | --- | --- | --- | --- | --- | --- | --- | --- | --- | --- | --- | --- | --- | --- | --- | --- | --- | --- |
| Águilas Doradas        | —   | —   | 1–2 | 1–3 | —   | 0–1 | 0–1 | 1–1 | —   | 1–1 | —   | —   | 1–1 | 1–0 | —   | —   | 2–1 | —   | 3–2 | —   |
| Alianza                | 3–0 | —   | 0–1 | 0–4 | 0–2 | 4–0 | —   | —   | —   | —   | 1–1 | 1–1 | —   | —   | —   | —   | 2–1 | 1–0 | 1–1 | —   |
| América de Cali        | —   | —   | —   | —   | —   | —   | 1–0 | 0–1 | —   | 1–0 | 4–0 | 1–1 | 1–0 | 1–0 | —   | —   | 2–1 | 3–0 | —   | 0–0 |
| Atlético Bucaramanga   | —   | —   | 1–2 | —   | 1–0 | —   | 0–2 | —   | —   | 1–1 | —   | 1–0 | 2–3 | 0–0 | 1–0 | —   | —   | —   | —   | 0–1 |
| Atlético Nacional      | 1–1 | —   | 2–1 | —   | —   | 6–2 | —   | 1–1 | —   | —   | 2–1 | —   | 1–1 | —   | 0–3 | 0–1 | —   | —   | 3–1 | 1–1 |
| Boyacá Chicó           | —   | —   | 0–2 | 1–1 | —   | —   | —   | 1–0 | 1–0 | —   | 0–0 | 2–2 | —   | —   | —   | 1–0 | 1–5 | 0–1 | —   | —   |
| Deportes Tolima        | —   | 2–0 | —   | —   | 1–0 | 2–1 | —   | 1–1 | 2–1 | —   | 3–0 | —   | —   | —   | 0–1 | 5–1 | —   | 1–1 | —   | 0–0 |
| Deportivo Cali         | —   | 1–0 | —   | 1–0 | —   | —   | —   | —   | 0–3 | 0–2 | —   | —   | 2–0 | 1–2 | —   | 1–1 | 0–1 | —   | —   | 1–3 |
| Deportivo Pasto        | 3–1 | 1–0 | 3–1 | 1–2 | 1–2 | —   | —   | —   | —   | 2–0 | —   | —   | 1–0 | —   | 1–0 | —   | —   | —   | 3–2 | —   |
| Deportivo Pereira      | —   | 1–0 | —   | —   | 1–1 | 1–0 | 1–0 | —   | —   | —   | 2–0 | —   | 1–1 | —   | —   | 4–3 | —   | 0–1 | 0–1 | —   |
| Envigado               | 3–0 | —   | —   | 0–0 | —   | —   | —   | 1–0 | 0–1 | —   | —   | 0–1 | —   | —   | 0–0 | 2–1 | —   | 0–1 | —   | 0–1 |
| Fortaleza CEIF         | 0–1 | —   | —   | —   | 0–1 | —   | 1–1 | 2–1 | 0–0 | 1–0 | —   | —   | 2–2 | 3–1 | —   | 2–1 | —   | —   | —   | 1–3 |
| Independiente Medellín | —   | 2–0 | —   | —   | —   | 1–0 | 0–1 | —   | —   | —   | 1–0 | —   | —   | 4–1 | 0–0 | 0–0 | 1–1 | —   | 3–0 | —   |
| Jaguares               | —   | 0–0 | —   | —   | 0–2 | 1–0 | 0–2 | —   | 0–0 | 1–2 | 2–1 | —   | —   | —   | 1–1 | —   | —   | —   | 0–0 | —   |
| Junior de Barranquilla | 3–4 | 2–2 | 3–1 | —   | —   | 2–1 | —   | 3–0 | —   | 3–1 | —   | 2–1 | —   | —   | —   | —   | 0–0 | —   | 2–1 | 1–1 |
| La Equidad             | 0–0 | 3–2 | 2–2 | 0–1 | —   | —   | —   | —   | 2–2 | —   | —   | —   | —   | 1–0 | 1–0 | —   | 1–3 | 1–1 | —   | —   |
| Millonarios            | —   | —   | —   | 1–0 | 1–2 | —   | 1–0 | —   | 1–0 | 0–0 | 3–0 | 2–1 | —   | 0–0 | —   | —   | —   | —   | 3–0 | —   |
| Once Caldas            | 1–0 | —   | —   | 2–1 | 2–0 | —   | —   | 4–1 | 2–1 | —   | —   | 0–2 | 0–2 | 2–0 | 0–0 | —   | 1–1 | —   | —   | —   |
| Patriotas              | —   | —   | 1–1 | 1–2 | —   | 3–0 | 2–1 | 2–2 | —   | —   | 2–0 | 0–2 | —   | —   | —   | 0–0 | —   | 3–1 | —   | 1–2 |
| Santa Fe               | 0–0 | 2–0 | —   | —   | —   | 3–1 | —   | —   | 2–1 | 1–1 | —   | —   | 1–1 | 3–0 | —   | 0–1 | 0–1 | 2–1 | —   | —   |

1. ↑  O jogo entre Atlético Nacional e Junior de Barranquilla foi suspenso aos 56 minutos devido a incidentes na tribuna do estádio quando o jogo estava 2 a 0.[11] Depois foi terminado por falta de garantias e o Comitê Disciplinar da Dimayor sancionou o Atlético Nacional com a perda da partida por “desistência ou renúncia” por um placar de 0-3.[12][13]
2. ↑  A partida entre o Deportivo Cali e o Deportivo Pasto na 8ª rodada foi concluída com o placar de 0 x 2 a favor do Deportivo Pasto devido a uma invasão de campo pelos torcedores do Deportivo Cali. Como a partida foi finalizada por falta de garantias, a Comissão Disciplinar do campeonato sancionou o Deportivo Cali com a perda da partida por “desistência ou renúncia” e um placar final de 0:3.[14][15]

### SemifinaisFinalización

#### Sorteio
O sorteio dos quadrangulares semifinais foi realizado em 14 de novembro, após o término da 19ª rodada.
| Pote 1 (cabeças de chave)                        | Pote 2                          | Pote 3                                       | Pote 4                          |
| ------------------------------------------------ | ------------------------------- | -------------------------------------------- | ------------------------------- |
| - Santa Fe (Grupo A) - América de Cali (Grupo B) | - Millonarios - Deportes Tolima | - Atlético Nacional - Junior de Barranquilla | - Once Caldas - Deportivo Pasto |

#### Grupo A
| Pos | Equipe            | Pts | J | V | E | D | GP | GC | SG  | Classificado |     | NAC | MIL | PAS | SFE |
| --- | ----------------- | --- | - | - | - | - | -- | -- | --- | ------------ | --- | --- | --- | --- | --- |
| 1   | Atlético Nacional | 13  | 6 | 4 | 1 | 1 | 13 | 4  | +9  | Final        |     | —   | 1–1 | 2–1 | 5–0 |
| 2   | Millonarios       | 12  | 6 | 3 | 3 | 0 | 7  | 4  | +3  |              |     | 2–1 | —   | 2–1 | 1–1 |
| 3   | Deportivo Pasto   | 7   | 6 | 2 | 1 | 3 | 5  | 6  | −1  |              | 0–1 | 0–0 | —   | 1–0 |     |
| 4   | Santa Fe          | 1   | 6 | 0 | 1 | 5 | 2  | 13 | −11 |              | 0–3 | 0–1 | 1–2 | —   |     |

##### Desempenho por rodada
Clubes que lideraram o campeonato ao final de cada rodada:
|         | 1ª  | 2ª  | 3ª  | 4ª  | 5ª  | 6ª  |
| Grupo A | ATN | ATN | MIL | MIL | MIL | ATN |

#### Grupo B
| Pos | Equipe                 | Pts | J | V | E | D | GP | GC | SG | Classificado |     | TOL | ONC | AME | JUN |
| --- | ---------------------- | --- | - | - | - | - | -- | -- | -- | ------------ | --- | --- | --- | --- | --- |
| 1   | Deportes Tolima        | 10  | 6 | 3 | 1 | 2 | 7  | 7  | 0  | Final        |     | —   | 1–0 | 1–0 | 1–0 |
| 2   | Once Caldas            | 9   | 6 | 2 | 3 | 1 | 8  | 5  | +3 |              |     | 0–0 | —   | 3–0 | 2–2 |
| 3   | América de Cali        | 7   | 6 | 2 | 1 | 3 | 6  | 8  | −2 |              | 4–2 | 1–1 | —   | 1–0 |     |
| 4   | Junior de Barranquilla | 7   | 6 | 2 | 1 | 3 | 7  | 8  | −1 |              | 3–2 | 1–2 | 1–0 | —   |     |

1. ↑  O América de Cali obteve a posição por ter sido cabeça de chave.[2]

##### Desempenho por rodada
Clubes que lideraram o campeonato ao final de cada rodada:
|         | 1ª  | 2ª  | 3ª  | 4ª  | 5ª  | 6ª  |
| Grupo B | JUN | TOL | TOL | TOL | ONC | TOL |

### FinalFinalización
| 18 de dezembro | Deportes Tolima | 1 – 1     | Atlético Nacional | Estádio Manuel Murillo Toro, Ibagué |
| 19:30 (UTC−5)  | G. Ramírez 75'  | Relatório | D. Asprilla 35'   | Árbitro: Carlos Betancur            |

| 22 de dezembro | Atlético Nacional            | 2 – 0     | Deportes Tolima | Estádio Atanasio Girardot, Medellín |
| 18:00 (UTC−5)  | A. Morelos 6' · A. Román 31' | Relatório |                 | Árbitro: Carlos Ortega              |

O Atlético Nacional venceu no agregado por 3-1.

## Premiação
| Campeonato Colombiano de Futebol de 2024 Primeira Divisão | Campeonato Colombiano de Futebol de 2024 Primeira Divisão |
| Torneo Apertura                                           | Torneo Finalización                                       |
| --------------------------------------------------------- | --------------------------------------------------------- |
| Atlético Bucaramanga Campeão (1º título)                  | Atlético Nacional Campeão (18º título)                    |

## Tabela Acumulada da Temporada
| Pos | Equipe                   | Pts | J  | V  | E  | D  | GP | GC | SG  | Classificação                                          |
| --- | ------------------------ | --- | -- | -- | -- | -- | -- | -- | --- | ------------------------------------------------------ |
| 1   | Deportes Tolima          | 93  | 52 | 27 | 12 | 13 | 73 | 46 | +27 | Classificado para a 2ª fase da Copa Libertadores 2025  |
| 2   | Santa Fe                 | 91  | 52 | 26 | 13 | 13 | 61 | 41 | +20 | Classificado para a 2ª fase da Copa Libertadores 2025  |
| 3   | Millonarios              | 86  | 50 | 24 | 14 | 12 | 68 | 42 | +26 | Classificado para a 1ª fase da Copa Sul-Americana 2025 |
| 4   | Atlético Bucaramanga (C) | 77  | 46 | 22 | 11 | 13 | 52 | 33 | +19 | Fase de Grupos da Copa Libertadores 2025               |
| 5   | Once Caldas              | 77  | 50 | 21 | 14 | 15 | 50 | 44 | +6  | Classificado para a 1ª fase da Copa Sul-Americana 2025 |
| 6   | Junior de Barranquilla   | 75  | 50 | 20 | 15 | 15 | 62 | 51 | +11 | Classificado para a 1ª fase da Copa Sul-Americana 2025 |
| 7   | Atlético Nacional (C)    | 73  | 46 | 20 | 13 | 13 | 64 | 45 | +19 | Fase de Grupos da Copa Libertadores 2025               |
| 8   | América de Cali          | 69  | 44 | 19 | 12 | 13 | 55 | 40 | +15 | Classificado para a 1ª fase da Copa Sul-Americana 2025 |
| 9   | Deportivo Pereira        | 69  | 44 | 19 | 12 | 13 | 54 | 44 | +10 |                                                        |
| 10  | Independiente Medellín   | 58  | 38 | 15 | 13 | 10 | 45 | 46 | −1  |                                                        |
| 11  | Deportivo Pasto          | 56  | 44 | 16 | 8  | 20 | 45 | 45 | 0   |                                                        |
| 12  | La Equidad               | 55  | 44 | 14 | 13 | 17 | 45 | 54 | −9  |                                                        |
| 13  | Fortaleza CEIF           | 51  | 38 | 13 | 12 | 13 | 41 | 40 | +1  |                                                        |
| 14  | Águilas Doradas          | 46  | 38 | 12 | 10 | 16 | 38 | 46 | −8  |                                                        |
| 15  | Deportivo Cali           | 38  | 38 | 9  | 11 | 18 | 39 | 52 | −13 |                                                        |
| 16  | Jaguares                 | 37  | 38 | 8  | 13 | 17 | 26 | 44 | −18 |                                                        |
| 17  | Patriotas                | 35  | 38 | 9  | 8  | 21 | 31 | 54 | −23 |                                                        |
| 18  | Alianza                  | 33  | 38 | 8  | 9  | 21 | 32 | 54 | −22 |                                                        |
| 19  | Boyacá Chicó             | 33  | 38 | 9  | 6  | 23 | 35 | 69 | −34 |                                                        |
| 20  | Envigado                 | 29  | 38 | 6  | 11 | 21 | 24 | 50 | −26 |                                                        |

1. ↑  Campeão da Copa Colômbia 2024.

## Rebaixamento
Uma tabela separada é feita para determinar os times que serão rebaixados para a Primera B na próxima temporada. Esta tabela é elaborada pela soma de todas as partidas de primeira fase jogadas na temporada atual e nas duas anteriores, com os pontos ganhos sendo divididos pelo número de partidas jogadas. Os dois piores times ao final da temporada serão rebaixados para a segunda divisão. Em caso de igualdade na média entre duas ou mais times, os pontos obtidos na primeira fase de ambos os torneios da temporada atual serão levados em consideração.
No caso dos dois times promovidos este ano (Patriotas e Fortaleza CEIF), só são calculados os pontos obtidos na primeira fase dos dois torneios da temporada em curso. No caso do Boyacá Chicó (promovido em 2023) são calculados os pontos obtidos na primeira fase dos dois torneios da temporada anterior e dos dois torneios da temporada em curso.
| Pos | Team                   | 2022 Pts | 2023 Pts | 2024 Pts | 2024 GP | 2024 GC | 2024 SG | Total Pts | Total Jog | Méd. | Rebaixamento                     |
| --- | ---------------------- | -------- | -------- | -------- | ------- | ------- | ------- | --------- | --------- | ---- | -------------------------------- |
| 20  | Patriotas (R)          | —        | —        | 35       | 31      | 54      | −23     | 35        | 38        | 0.92 | Rebaixado para a Segunda Divisão |
| 19  | Jaguares (R)           | 47       | 33       | 37       | 26      | 44      | −18     | 117       | 118       | 0.99 | Rebaixado para a Segunda Divisão |
| 18  | Envigado               | 57       | 33       | 29       | 24      | 50      | −26     | 119       | 118       | 1.01 |                                  |
| 17  | Deportivo Cali         | 34       | 51       | 38       | 39      | 52      | −13     | 123       | 118       | 1.04 |                                  |
| 16  | Boyacá Chicó           | —        | 49       | 33       | 35      | 69      | −34     | 82        | 78        | 1.05 |                                  |
| 15  | Alianza                | 46       | 58       | 33       | 32      | 54      | −22     | 137       | 118       | 1.16 |                                  |
| 14  | Deportivo Pasto        | 54       | 54       | 49       | 40      | 39      | +1      | 157       | 118       | 1.33 |                                  |
| 13  | Fortaleza CEIF         | —        | —        | 51       | 41      | 40      | +1      | 51        | 38        | 1.34 |                                  |
| 12  | Once Caldas            | 56       | 42       | 60       | 37      | 35      | +2      | 158       | 118       | 1.34 |                                  |
| 11  | Deportivo Pereira      | 55       | 44       | 61       | 47      | 36      | +11     | 160       | 118       | 1.36 |                                  |
| 10  | La Equidad             | 58       | 52       | 55       | 42      | 40      | +2      | 165       | 118       | 1.4  |                                  |
| 9   | Atlético Bucaramanga   | 59       | 46       | 66       | 45      | 27      | +18     | 171       | 118       | 1.45 |                                  |
| 8   | Junior de Barranquilla | 63       | 58       | 60       | 50      | 37      | +13     | 181       | 118       | 1.53 |                                  |
| 7   | Santa Fe               | 61       | 50       | 71       | 48      | 24      | +24     | 182       | 118       | 1.54 |                                  |
| 6   | América de Cali        | 54       | 69       | 62       | 49      | 32      | +17     | 185       | 118       | 1.57 |                                  |
| 5   | Águilas Doradas        | 58       | 83       | 46       | 38      | 46      | −8      | 187       | 118       | 1.58 |                                  |
| 4   | Atlético Nacional      | 66       | 68       | 56       | 48      | 40      | +8      | 190       | 118       | 1.61 |                                  |
| 3   | Independiente Medellín | 67       | 68       | 58       | 45      | 46      | −1      | 193       | 118       | 1.64 |                                  |
| 2   | Deportes Tolima        | 66       | 61       | 72       | 56      | 30      | +26     | 199       | 118       | 1.69 |                                  |
| 1   | Millonarios            | 74       | 68       | 66       | 55      | 33      | +22     | 208       | 118       | 1.76 |                                  |

(R) Rebaixado.